# Giacinto Scelsi
Giacinto Francesco Maria Scelsi (Arcola, 8 gennaio 1905 – Roma, 8 agosto 1988) è stato un compositore italiano.
È noto per i suoi lavori di musica microtonale.

## Biografia
Nato a Pitelli, allora frazione di Arcola e in seguito aggregata al comune della Spezia, alle ore 11 del mattino; era figlio di Guido Scelsi, all’epoca tenente di vascello, proveniente da una famiglia di origine siciliana che aveva avuto un ruolo di spicco nelle vicende dell’Unità d’Italia; e da Donna Giovanna d’Ayala-Valva, originaria di Taranto, ma che risiedeva abitualmente nel castello di famiglia (Villa D'Ayala) di Valva, nell'alta valle del Sele in provincia di Salerno. Qui Giacinto crebbe e venne istruito da un tutore privato, che gli insegnò latino, scacchi e scherma. In seguito la famiglia si spostò a Roma, dove il suo talento musicale venne stimolato e incoraggiato dalle lezioni private di Giacinto Sallustio.
Seguendo la disciplina di Arnold Schönberg, in Vienna, diventò il primo seguace della dodecafonia in Italia. Dal 1920 cominciò a viaggiare molto e instaurò amicizie con vari intellettuali europei, come Jean Cocteau e Virginia Woolf.
All’entrata dell’Italia in guerra, nel 1940, si trovava ricoverato in una clinica sopra Montreux, in Svizzera, dove rimase per tutto il periodo del conflitto e dove sposò Dorothy-Kate Ramsden, cittadina inglese.
Morì a Roma l'8 agosto 1988 (8/8/88) ed è sepolto nel Cimitero del Verano.

## La sua musica
Attivo già negli anni trenta, s'interessò a tecniche compositive quali la dodecafonia o le teorie di Aleksandr Skrjabin. Tra i lavori di quel periodo spicca il poema sinfonico Rotativa, eseguito a Parigi nel 1931.
Le prime composizioni si basano sulla musica attuale in quel tempo: studiò a Vienna con un allievo di Alban Berg e in Svizzera con un seguace di Aleksandr Skrjabin.
Poco della sua musica è stato registrato in quel periodo, quindi conclusioni definitive sono impossibili. È facile notare il suo interesse in forme ben precise dai titoli delle composizioni (Introduzione e fuga, Variazioni ecc.). Inoltre gran parte di questa musica fu scritta per il pianoforte, strumento del quale era un virtuoso.
Il contrappunto di Scelsi in questo periodo è molto preciso, e utilizza la dodecafonia ed altri elementi neo-classici e neo-barocchi. Il suo paradigma è un preciso contrappunto che definisce l'armonia, che si può paragonare all'idioma di Kaikhosru Shapurji Sorabji. Il confronto tra queste due figure è appropriato per varie ragioni: la posizione al di fuori della corrente principale, la virtuosità pianistica e sopra tutto un paradigma all'interno di una struttura cromatica. A differenza di Shorabij, Scelsi mostra una marcata tendenza verso la compressione tematica e la brevità.
Durante la seconda guerra mondiale, scrisse il "Quattro pezzi per orchestra nº1" che è una delle sue importanti prime composizioni. Durante lo stesso periodo la moglie lo lasciò, e questo gli causò più avanti un collasso psicologico. La sua terapia consistette nel suonare una singola nota di un pianoforte in continuazione che lo guidò verso il suo nuovo stile.
La Nascita del Verbo (1948) è considerato l'ultimo lavoro del suo primo periodo ed è un pezzo che continua ad avere profonde implicazioni per lui (benché all'apparenza non piacevoli) quando fu eseguito nel 1950. La cantata non era stata eseguita fino ad allora e rimane il più importante lavoro mai registrato.
Nel secondo dopoguerra vive periodi molto travagliati, rifugiandosi nel misticismo, nella poesia e nelle filosofie orientali; tutto questo verrà rispecchiato nella musica da lui composta a partire dalla metà degli anni cinquanta, ed il lavoro emblematico di questa nuova fase sarà i Quattro pezzi su una nota sola per orchestra da camera.
A partire da quel momento, la sua opera ha aperto la strada ad una concezione nuova rispetto alla forma e al timbro: Scelsi nella sua poetica musicale indaga la microstruttura del suono, sconfinando in territori fino ad allora insondati, utilizzando tecniche all'epoca non convenzionali (tra cui un uso intensivo dei microintervalli).
Scelsi fu un autore che lavorò sempre a stretto contatto con i musicisti che interpretavano le sue opere; fra gli interpreti più fedeli al maestro vanno citati i nomi di Michiko Hirayama (voce), Joëlle Léandre (contrabbasso), Frances Marie Uitti (violoncello), Jay Gottlieb (pianoforte).
Dalla scrittura musicale originalissima e dai contenuti sonori imbevuti di cultura orientale, l'opera compositiva di Giacinto Scelsi si pose nel panorama musicale del XX secolo quale sintesi fra Oriente ed Occidente.

In realtà Scelsi è rimasto sconosciuto per la maggior parte della sua carriera. In una serie di concerti tenutasi nella seconda metà degli anni 1980, in particolare a Colonia nell'ottobre del 1987, furono eseguiti con grande successo in prima mondiale molti dei suoi pezzi, specialmente i suoi capolavori orchestrali, circa un quarto di secolo dopo che quelle opere erano state composte e meno di un anno prima della morte del compositore. Scelsi fu in grado di partecipare alle prime ed ha personalmente supervisionato le prove. L'impatto causato dalla scoperta tardiva delle opere di Scelsi è stato descritto da musicologo belga Harry Halbreich:
Un intero capitolo della recente storia musicale deve essere riscritta: la seconda metà di questo secolo, è ormai impensabile senza Scelsi... Egli ha inaugurato un modo completamente nuovo di fare musica, fino ad allora sconosciuta in Occidente. Nei primi anni cinquanta, c'erano poche alternative alla camicia di forza del serialismo che non si riconducono al passato. Poi, verso 1960-1961, è venuto lo shock della scoperta delle atmosfere di Ligeti. C'erano poche persone al momento che sapevano che Friedrich Cerha, nel suo ciclo orchestrale Spiegel, aveva già raggiunto risultati piuttosto simili, e nessuno sapeva che c'era un compositore che aveva seguito lo stesso percorso ancora prima, e in un modo molto più radicale: Giacinto Scelsi stesso.
La sua concezione musicale ha anticipato di alcuni anni alcune correnti nell'ambito della musica colta contemporanea quali la minimal music e la musica spettrale.
Le sue opere vengono a tutt'oggi eseguite in varie importanti Istituzioni e Festival di musica contemporanea del mondo. Il suo numeroso Catalogo è oggetto di studi e approfondimento interpretativo presso numerose accademie e centri di musica contemporanea di rilievo mondiale.

## Polemiche post mortem
Alla sua morte il compositore Vieri Tosatti, analogamente ad altri suoi colleghi tra cui Roman Vlad e Sergio Cafaro, dichiarò di essere l'autore di molte opere di Scelsi, creando così una vasta polemica che ebbe risonanza decisamente internazionale.
Franco Sciannameo (un violinista che collaborò con Scelsi), a tal proposito afferma, in un articolo sul Musical Times: "lui [Scelsi] registrava sequenze di suoni eseguite su un piccolo apparecchio elettronico [un'ondiola], ma qualcun altro doveva occuparsi del resto. Questo "qualcuno" era Vieri Tosatti. Le partiture dei grandi lavori per orchestra, e i quartetti per archi furono probabilmente scritte da Tosatti. Io sono certo che il Quartetto n.4 e Anagamin lo furono."
Se è cosa praticamente accertata il fatto che Scelsi utilizzasse correntemente dei trascrittori, i quali avevano il compito di stendere in partitura le sue improvvisazioni strumentali, rimarrebbe da verificare quanto questo lavoro di trascrizione abbia influenzato l'essenza di quei brani, vista anche la notevole distanza stilistica tra le musiche di Scelsi e quelle dei succitati compositori uscite a loro proprio nome.
Nel 1989 a La Spezia, grazie a Lorenzo Cimino e Nicola Mei, viene fondato in suo onore L'Ensemble Scelsi.

## Opere scelte
- Rotativa (1929), poema sinfonico per tre pianoforti, ottoni e percussioni;
- Concertino (1934), per pianoforte e orchestra;
- Quartetto n. 1 (1944), per archi;
- La nascita del Verbo (1948), per coro misto e orchestra;
- Suite n. 8 "Bot-ba" (1952), per pianoforte;
- Suite n. 9 "Ttai" (1953), per pianoforte;
- Yamaon (1954), per basso e cinque strumenti;
- Divertimento n. 5 (1956), per violino solo;
- Tre Pezzi (1956), per sassofono soprano o tenore;
- Quattro pezzi (1957), per tromba sola;
- Tre canti sacri (1958), per coro a otto voci miste;
- Trio per archi (1958), per violino, viola e violoncello;
- Kya (1959), per clarinetto e sette strumenti;
- Quattro pezzi su una nota sola (1959), per orchestra da camera;
- Uaxuctum, per Ondes Martenot, Coro e Grande Orchestra;
- Hô (1960), per soprano solo;
- Hurqualia. Un royaume différent per orchestra (1960)
- Quartetto n. 2 (1961), per archi;
- Riti: I funerali d'Achille (1962), per quartetto di percussioni;
- Khoom (1962), per soprano e ensemble di sette strumenti;
- Chukrum (1963), per orchestra d'archi;
- Anahit (1965), per violino e 18 strumenti;
- Ko-Tha (1967), per chitarra;
- Ko-Lho (1966), per flauto e clarinetto;
- Okanagon (1968), per arpa, tam-tam e contrabbasso;
- Antifona (sul nome Gesù) (1970), per coro virile e tenore solo;
- Canti del Capricorno (1972), per voce solista e strumenti;
- Sauh III e IV (1973), per coro femminile a quattro voci;
- In nomine lucis, in memoriam Franco Evangelisti (1974), per organo;
- Pfhat (1974), per coro, organo e orchestra;
- Dharana (1975), per contrabbasso e violoncello;
- Maknongan (1976), per contrabbasso;
- Quartetto n. 5 (1985), per archi;
- Krishna e Rada (1986), per flauto e pianoforte;
- Un Adieu (1988), per pianoforte.